# Glenwood (Misuri)
Glenwood es una villa ubicada en el condado de Schuyler en el estado estadounidense de Misuri. En el Censo de 2010 tenía una población de 196 habitantes y una densidad poblacional de 102,13 personas por km².

## Geografía
Glenwood se encuentra ubicada en las coordenadas 40°31′25″N 92°34′33″O / 40.52361, -92.57583. Según la Oficina del Censo de los Estados Unidos, Glenwood tiene una superficie total de 1.92 km², de la cual 1.91 km² corresponden a tierra firme y (0.4%) 0.01 km² es agua.

## Demografía
Según el censo de 2010, había 196 personas residiendo en Glenwood. La densidad de población era de 102,13 hab./km². De los 196 habitantes, Glenwood estaba compuesto por el 99.49% blancos, el 0% eran afroamericanos, el 0% eran amerindios, el 0% eran asiáticos, el 0% eran isleños del Pacífico, el 0% eran de otras razas y el 0.51% pertenecían a dos o más razas. Del total de la población el 1.53% eran hispanos o latinos de cualquier raza.